# Status Quo (гурт)
Status Quo — британський рок-гурт, заснований бас-гітаристом Аланом Ланкастером і гітаристом Френсісом Россі у березні 1962 року в Лондоні, відомий під назвами The Paladins (1962–1963), The Spectres (1963–1967), Traffic Jam (1967), The Status Quo (1967–1969).

## Історія
До складу гурту ввійшли:
- Алан Кі (Alan Key) — гітара,
- Френсіс Россі (Francis Rossi; 29 травня 1949, Лондон, Велика Британія) — вокал, гітара,
- Алан Ланкастер (Alan Lancaster; 7 лютого 1949, Лондон, Велика Британія) — бас-гітара, вокал.

### The Spectres
Через кілька місяців після створення групи Алана Кі звільнили і запросили Джесса Джейворскі (Jess Jaworski) — орган та Баррі Сміта (Barry Smith) — ударні. Також музиканти змінили назву на The Spectres. Проте незабаром Сміта змінив Джон Коулен (John Coughlan; 19 вересня 1946, Лондон, Велика Британія), а гурт продовжив грати різну музику від попу до ритменд-блюзу. 1965 року місце Джейворскі зайняли Рой Лайнс (Roy Lynes; 25 жовтня 1943, Редхіл Саррі, Велика Британія). Наступного року гурт записала три сингли, однак вони не мали успіху. Пригнічені невдачею музиканти 1967 року вирішили змінити назву гурту на Traffic (після протестів лідера гурту Traffic Стіва Вінвуда перейменували на Traffic Jam), але записавши лише один сингл, у серпні 1967 року гурт взяв собі назву Status Quo. У першому складі Status Quo поряд з Россі, Ланкастером, Коуленом та Лайнсом з'явився ще Рік Парффітт (Rick Parffitt), справжнє ім'я якого Річард Харрісон (Richard Harrison; 12.10.1948, Вокінг, Велика Британія — 24.12.2016, Марбелья, Іспанія) — гітара, вокал.

### Status Quo
На початку діяльності новий гурт мав різноманітні непостійні захоплення, орієнтуючись у своїй творчості на записи інших виконавців, таких як, наприклад, Мейделін Белл та Томмі Квіклі. Ситуація різко змінилась вже на початку 1968 року після видання під назвою Status Quo на фірмі «Pye» першого синглу «Pictures Of Matchstick Men», який піднявся аж до сьомого місця у Британії та дванадцятого у США. Цей один з найхарактерніших для тих часів запис спирався на звучання гітарних партій, а також великою мірою на риторичні фрази, що свідчило про єднання з попом та психоделією. Наступний сингл «Black Veils Of Melancholy» ще більше наблизився до психоделії, однак від цього постраждала мелодійність. Хоча цей твір і не був популярним, він не завадив гурту знову потрапити до першої британської десятки з черговим синглом «Ice In The Sun», зробленим у співавторстві з Марті Вайлдом. Однак дебютний альбом гурту «Picturesque Matchstickable Messages», промоцію якому робив згаданий сингл, не знайшов визнання, ні серед критиків, ні серед слухачів.
Наступні записи Status Quo були витримані у подібній манері і намагались наслідувати схему творів, які раніше мали успіх, проте попри досягнення синглом «Down The Dustpipe» дванадцятої позиції у британському чарті, гурт дедалі більше почали вважати видовищем, що вже відійшло у минуле. Але ця динамічна пісня, виконана у ритмі бугі, визначала новий напрямок у музиці гурту, який несподівано знайшов своє місце 1970 року на альбомі «Ма Kelly's Greasy Spoon». Також учасники Status Quo у цей період змінили свій імідж. Зникли сатинові сорочки, фраки та краватки-оселедці, а з'явилось довге волосся, джинси й теніски.

### Зміна складу
Вихід у вересні 1970 року Лайнса зі складу групи привело до висунення на перший план гітар, однак байдужість фонографічної фірми до групи завадила подальшому прогресу в кар'єрі Status Quo. Наперекір своїм працедавцям музиканти продовжили виступи вживу, що додало їм нових фанів. Також гурт отримав запрошення взяти участь 1972 року у престижних імпрезах — «Reading Festival» та «Great Western Festival».
Уклавши 1972 року угоду з новою фірмою «Vertigo», Status Quo того ж року потрапили до британського Тор-10 завдяки твору «Paper Plane». Альбом «Piledriver», що з'явився на початку 1973 року, піднявся до п'ятого місця топ-аркушів Британії. Черговий лонгплей «Hello» опинився на першому місці у Британії, підтвердивши статус гурту як значне явище у популярній музиці. Щоправда від цього моменту музика Status Quo, яка поєднувала прості дванадцятитактові акорди з мелодіями, що легко сприймалися, в основі своїй надалі так і не зазнала змін. До того ж безпосередній «молодіжний» імідж музикантів виявився довготривалим. Кожний з альбомів гурту, виданих у 1970-х роках, досягав першої британської п'ятірки, а в чартах синглів гостювали такі відомі твори, як «Caroline» (1973), «Down Down» (перша позиція 1974 року), «Whatever You Want» (1979) та «Lies»/«Dont Drive My Car» (1980). Нетипова для загального стилю групи балада «Living On An Island», що з'явилась 1979 року, пропонувала лагідніше звучання. Також гурт виявив талант до адаптації чужих композицій, про що свідчить динамічна версія 1977 року «Rockin' All Over The World» Джона Фогерті (цей твір було заново записано 1988 року як «Running All Over The World» для промоції благодійного альбому «Race Against Time»).
1980 року квартет дозволив собі тривалий відпочинок, а пліткам про розпад гурту відповів альбомом «Just Supposin». 1981 року гурту залишив Коулен і утворив власну формацію Partner In Crime. Його місце зайняв колишній ударник Original Mirrors та Honeybus Піт Кершер (Pete Kircher), проте непорозуміння між Ланкастером, Россі та Парфіттом знову ослабили гурт. 1983 року басист Status Quo переїхав до Австралії, а під час телевізійних виступів на його місці стояв виготовлений з картону силует, хоча формально Ланкастер ще протягом двох років залишався учасником Status Quo. Востаннє він виступив з гуртом на концерті «Live Aid». Пізніше Ланкастер намагався в судовому порядку заборонити Status Quo виступати без нього, однак Россі та Парфітт забезпечили собі права щодо назви Status Quo і реформували групу, запросивши Енді Бауна (Andy Bown) — клавішні, який періодично з'являвся на попередніх альбомах групи, Джона Едвардса (John Edwards) — бас та Джеффа Річа (Jeff Rich) — ударні.
Попри гальмування діяльності, Status Quo продовжували бути комерційно успішними, потрапляючи у чарти з черговими записами — «Dear John» (1982), «MargueritaTime» (1983), «In The Army Now» (1986) та «Burning Bridges» (On & Off & On Again) (1988). Цей останній своєю чергою став тридцятим хітом кар'єрі групи, яка таким чином у той період наблизилась до досягнень The Rolling Stones (34 хіти) та The Hollies (31 хіт). Виданий ще 1982 року альбом «1+9+8+2» став четвертим логплеєм Status Quo, який очолив британський чарт.
Свій 25-річний ювілей Status Quo відмітили в жовтні 1991 року, потрапивши до книги «Рекордів Гіннеса»: Status Quo відіграло 4 (чотири) добродійних концерти у чотирьох різних містах Британії протягом дванадцяти годин. Незабаром музиканти вирушили в чергове турне, яке підтвердило нев'янучу популярність гурту. Завдяки своїй нескладній та безпретензійній музиці Status Quo зайняли значну позицію в історії популярної музики.

## Учасники гурту

### Поточний склад
- Френсіс Россі— гітара, вокал
- Джон "Rhino" Едвардс — бас-гітара, вокал
- Енді Боун — клавішні, гітара, вокал
- Леон Кейв — ударні

## Дискографія

### Студійні альбоми
- Picturesque Matchstickable Messages from the Status Quo (1968)
- Spare Parts (1969)
- Ma Kelly's Greasy Spoon (1970)
- Dog of Two Head (1971)
- Piledriver (1972)
- Hello! (1973)
- Quo (1974)
- On the Level (1975)
- Blue for You (1976)
- Rockin' All Over the World (1977)
- If You Can't Stand the Heat (1978)
- Whatever You Want (1979)
- Just Supposin' (1980)
- Never Too Late (1981)
- 1+9+8+2 (1982)
- Back to Back (1983)
- In The Army Now (1986)
- Ain't Complaining (1988)
- Perfect Remedy (1989)
- Rock 'Til You Drop (1991)
- Thirsty Work (1994)
- Don't Stop (1996)
- Under The Influence (1999)
- Famous in the Last Century (2000)
- Heavy Traffic (2002)
- Riffs (2003)
- The Party Ain't Over Yet (2005)
- In Search of the Fourth Chord (2007)
- Quid Pro Quo (2011)
- Bula Quo! (2013)
- Aquostic (Stripped Bare) (2014)

### Збірники
- Status Quo-Tations (1969)
- The Rest of Status Quo (1976)
- 12 Gold Bars (1980)
- From the Makers of... (1982)
- 12 Gold Bars Vol. 2 (1984)
- Rocking All Over the Years (1990)
- Whatever You Want - The Very Best of Status Quo (1997)
- XS All Areas – The Greatest Hits (2004)
- Pictures - 40 Years of Hits (2008)